# Кіяшкуль
Кіяшкуль (перс. كياشكول) — село в Ірані, у дегестані Сіярстак-Єйлакі, у бахші Рахімабад, шагрестані Рудсар остану Ґілян. У переписі 2006 року вказане як окремий населений пункт, але без відомостей про чисельність населення.

## Клімат
Середня річна температура становить 7,45 °C, середня максимальна – 23,16 °C, а середня мінімальна – -8,83 °C. Середня річна кількість опадів – 335 мм.
| Клімат поселення                              | Клімат поселення | Клімат поселення | Клімат поселення | Клімат поселення | Клімат поселення | Клімат поселення | Клімат поселення | Клімат поселення | Клімат поселення | Клімат поселення | Клімат поселення | Клімат поселення | Клімат поселення |
| Показник                                      | Січ.             | Лют.             | Бер.             | Квіт.            | Трав.            | Черв.            | Лип.             | Серп.            | Вер.             | Жовт.            | Лист.            | Груд.            |                  |
| Середній максимум, °C                         | 0,86             | 1,38             | 4,14             | 11,16            | 16,18            | 20,06            | 23,16            | 23,04            | 19,31            | 14,57            | 9,12             | 3,89             |                  |
| Середня температура, °C                       | −3,98            | −3,46            | −0,71            | 6,31             | 11,33            | 15,20            | 18,42            | 18,29            | 14,58            | 9,84             | 4,38             | −0,82            |                  |
| Середній мінімум, °C                          | −8,83            | −8,32            | −5,57            | 1,46             | 6,48             | 10,35            | 13,68            | 13,56            | 9,86             | 5,12             | −0,36            | −5,56            |                  |
| Норма опадів, мм                              | 30               | 36               | 58               | 48               | 40               | 12               | 10               | 6                | 7                | 25               | 30               | 33               |                  |
| Середньомісячна швидкість вітру, м/с          | 1.92             | 2.52             | 2.68             | 2.72             | 2.34             | 2.15             | 2.10             | 2.01             | 1.86             | 1.85             | 2.30             | 1.95             |                  |
| Середньомісячна сонячна радіація, кДж/м²·день | 8021             | 10509            | 12962            | 16862            | 20874            | 24239            | 24390            | 21807            | 18370            | 13147            | 9625             | 7673             |                  |
| --------------------------------------------- | ---------------- | ---------------- | ---------------- | ---------------- | ---------------- | ---------------- | ---------------- | ---------------- | ---------------- | ---------------- | ---------------- | ---------------- | ---------------- |
| Джерело:                                      |                  |                  |                  |                  |                  |                  |                  |                  |                  |                  |                  |                  |                  |